# Maxwell Perkins
William Maxwell Evarts "Max" Perkins (20 de setembre de 1884 – 17 de juny de 1947) fou un editor de llibres estatunidenc, conegut per haver descobert escriptors com ara Ernest Hemingway, F. Scott Fitzgerald i Thomas Wolfe.

## Infantesa i educació
Perkins nasqué el 20 de setembre de 1884 a la ciutat de Nova York, fill d'Elizabeth (Evarts) Perkins, filla de William M. Evarts, i Edward Clifford Perkins, un advocat. Es va criar a Plainfield (Nova Jersey), va assistir a St. Paul's School a Concord (Nou Hampshire) i es va graduar de Harvard College el 1907. Encara que es va especialitzar en economia a la universitat, Perkins també va estudiar amb el professor de literatura Charles Townsend Copeland, que el va ajudar a preparar-se per la seva carrera.

## Carrera
Després de treballar de reporter pel The New York Times, Perkins es va unir a la casa de publicacions Charles Scribner's Sons el 1910. En aquell temps, Scribner's era conegut per publicar autors vells com ara John Galsworthy, Henry James i Edith Wharton. Tanmateix, Perkins volia publicar escriptors joves. A diferència de la majoria d'editors, va buscar activament nous artistes prometedors; va fer la seva primera gran troballa el 1919 quan va signar amb F. Scott Fitzgerald. En un principi, a ningú de Scribner's llevat d'ell li havia agradar The Romantic Egotist, el títol de treball de la primera novel·la de Fitzgerald, i va ser rebutjada. Malgrat això, Perkins va treballar amb Fitzgerald revisant el manuscrit fins que va ser acceptat per ser publicat.
La publicació de This Side of Paradise (1920) va marcar l'arribada d'una nova generació literària que sempre s'associaria a Perkins. La profligia i alcoholisme de Fitzgerald van tensar la relació amb Perkins. No obstant això, Perkins va seguir essent-ne amic fins al final de la curta vida de Fitzgerald, a més de la relació editorial amb l'autor, feta pal·lesa amb El gran Gatsby (1925), que es va beneficiar substancialment de les crítiques de Perkins.
Va ser a través de Fitzgerald que Perkins va conèixer Ernest Hemingway, i en va publicar la primera novel·la d'importància, The Sun Also Rises, el 1926. Perkins la va defensar de les objeccions per la profanitat de Hemingway per part de tradicionalistes a la companyia. L'èxit comercial de la següent novel·la de Hemingway, A Farewell to Arms (1929), que va entrar a la llista de més venuts, van silenciar les preguntes sobre el gust editorial de Perkins.
El major desafiament professional de Perkins va ser la falta d'autodisciplina artística de Thomas Wolfe. Wolfe escrivia molt i estava molt unit a cadascuna de les frases que escrivia. Després d'una lluita aferrissada, Perkins va aconseguir que Wolfe retallés 90.000 paraules de la seva primera novel·la, Look Homeward, Angel (1929). La següent, Of Time and the River (1935), va ser el resultat d'una batalla de dos anys en què Wolfe continuava escrivint més i més pàgina en front dels esforços finalment fructífers de Perkins per mantenir la durada raonable. Al principi Wolfe li estava agraït per descobrir-lo i fer-li de mentor, però més endavant va ressentir la percepció popular que devia l'èxit al seu editor. Wolfe va abandonar Scribner's després de nombroses baralles amb Perkins. No obstant això, Perkins va ser l'executor literari de Wolfe després de la seva mort prematura el 1938 i Wolfe el considerava el seu amic més íntim.
Encara que la seva reputació com a editor està estretament relacionada amb aquests tres autors, Perkins també va treballar amb molts altres escriptors. Va ser el primer en publicar J. P. Marquand i Erskine Caldwell. Els seus consells van ser responsables de l'èxit de Marjorie Kinnan Rawlings, el llibre The Yearling de la qual es va alimentar de suggeriments de Perkins. Es va convertir en un llibre molt venut i va guanyar el premi Pulitzer. El llibre Cry, the Beloved Country (1946) d'Alan Paton també va ser una altra troballa de Perkins. La seva penúltima descoberta va ser James Jones, que es va apropar a Perkins el 1945. Perkins el va persuadir d'abandonar la novel·la autobiogràfica en què treballava i li va proposar el que esdevindria From Here to Eternity (1951). Aleshores la salut de Perkins estava en decaiguda i no va arribar a veure el seu èxit, ni el de El vell i la mar de Hemingway, dedicat en memòria seva. L'última descoberta de Perkins va ser Marguerite Young, que va començar el llarg Miss MacIntosh, My Darling el 1947 amb el seu encoratjament, amb la firma d'un contracte el 1947 sobre la base d'un manuscrit de 40 pàgines. La novel·la es va acabar publicant el 1965.
Perkins era conegut per la seva cortesia i consideració. També reconeixia el talent en l'escriptura allà on fos que el trobés i encoratjava els escriptors com pocs editors ho feien. Que Ring Lardner tingui una reputació avui en dia, per exemple, és perquè Perkins va veure que era més que un humorista. Perkins creia en Lardner més que el propi Lardner, i malgrat el fracàs de col·leccions prèvies va convèncer-lo de publicar un altre recull sota el títol de How To Write Short Stories (1924). El llibre es va vendre bé i, gràcies a les crítiques excel·lents, el va establir com a figura literària.
A més de ser mentor, amic i promotor, Perkins era poc freqüent entre els editors per l'atenció detallada que donava als llibres, i pel que el novel·lista Vance Bourjaily, una altra de les seves troballes, anomenaria el seu "infal·lible sentit de l'estructura". Encara que mai va pretendre ser un artista, Perkins normalment podia veure on un autor hauria d'encaminar-se més clarament que el mateix autor. La combinació d'aquestes diferents activitats editorials en la seva fina, Perkins pot ser considera el primer editor d'autors.
L'estudiós Matthew Bruccoli l'ha descrit com l'editor literari més conegut de literatura dels Estats Units.

## Vida personal
El 1910 Perkins es va casar amb Louise Sanders, també de Plainfield, amb qui tindria cinc filles. Perkins va morir el 17 de juny de 1947 a Stamford (Connecticut) de pneumònia. La seva casa a Windsor (Vermont) l'havia comprada William M. Evarts a John Skinner en la dècada del 1820 per 5.000$ i aquest l'havia deixat en herència a la filla d'Evarts i mare de Max, Elizabeth Hoar Evarts Perkins. Ella va deixar la casa als membres de la família, inclòs el seu fill Maxwell. La casa va continuar sent de la família fins al 2005, en què es va restaurar i reobrir com a Snapdragon Inn. Acull la Maxwell Perkins Library, que mostra i col·lecciona ítems relacionats amb Maxwell Perkins i la seva família. La seva casa a New Canaan (Connecticut), la Maxwell E. Perkins House, es troba al Registre Nacional de Llocs Històrics. La seva neta, Ruth King Porter, és una escriptora de Vermont.

## En la cultura popular
La pel·lícula de 1983 Retorn a Cross Creek explora la seva relació professional amb Marjorie Kinnan Rawlings, interpretat per Malcolm McDowell.
En la pel·lícula biogràfica dramàtica de 2016 L'editor de llibres, basada en la biografia de Perkins escrita per A. Scott Berg, Max Perkins: Editor of Genius, és interpretat per l'actor britànic Colin Firth.